# Tortricopsis pyroptis
Tortricopsis pyroptis là một loài bướm đêm thuộc họ Oecophoridae. Loài này có ở Úc.
Ấu trùng ăn Exocarpos, Pinus radiata, Cupressus và dead phyllodes của Acacia.

## Hình ảnh

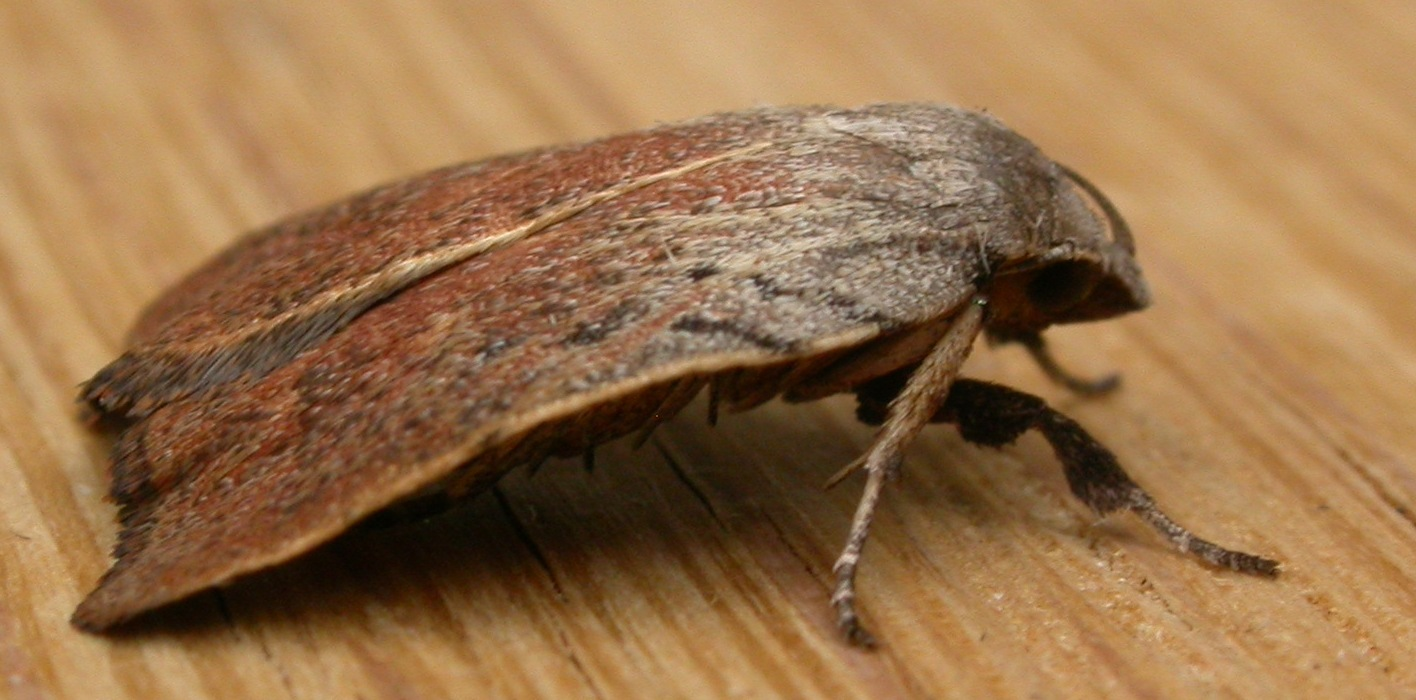